# Italien större 8

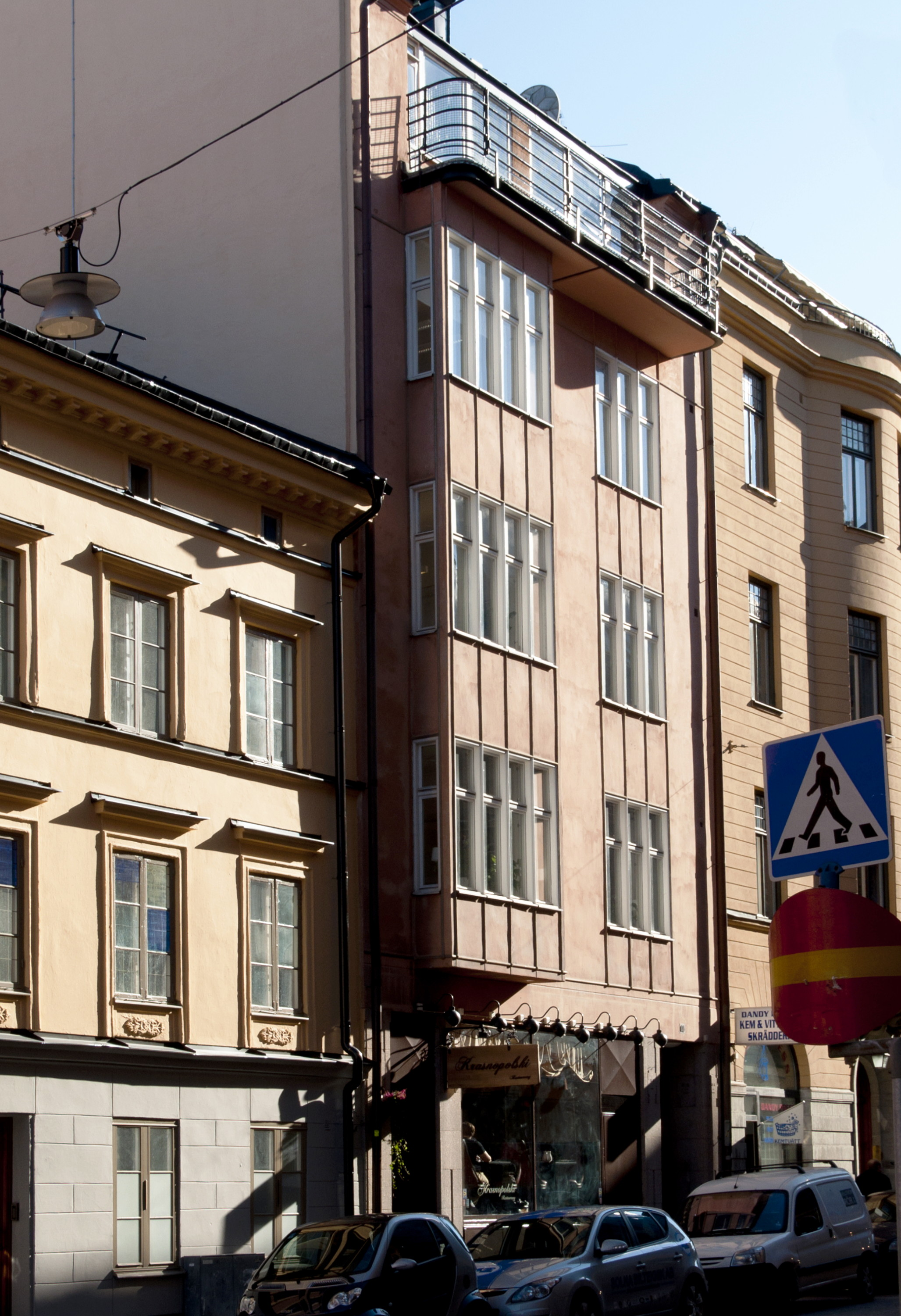
G A Nilssons hus 2011.

Italien större 8 är en fastighet i kvarteret Italien större vid Regeringsgatan 88 på Norrmalm i Stockholm. Huset ritades 1906 av arkitekt Georg A. Nilsson i en blandning av jugend och tidig form av funktionalism och kallas efter sin upphovsman även G A Nilssons hus. Fastigheten är blåmärkt av Stadsmuseet i Stockholm vilket innebär att den representerar "synnerligen höga kulturhistoriska värden".

## Historik
På platsen för Italien större 8 stod ett mindre stenhus, uppfört 1783 av den vid tiden ofta anlitade murarmästaren Alexander Högman. Den enbart 10,15 meter breda tomten hade förvärvats av Georg A. Nilsson som även blev husets arkitekt och ägare.  Arkitekt & Byggnadsbyrån Ivar Nyqvist AB utsågs till byggmästare.  Nyqvist och Nilsson var då fortfarande kompanjoner i den gemensamma firman Arkitekt & Byggnadsbyrån.

### Byggnadsbeskrivning
Efter en del trassel med bygglovsarkitekten Per Olof Hallman som ansåg att Nilssons nybyggnadsförslag överskred den tillåtna hushöjden, fick Nilsson till slut som han ville, fyra våningar och en något indragen ateljévåning högst upp. Hallman var inte heller nöjd med att Ivar Nyqvist skulle fungera både som byggentreprenör och samtidigt vara kontrollant för betongarbetena. Hallman menade att det ”torde vara olämpligt att byggmästaren samtidigt är kontrollant”. Grundläggningsarbetena utfördes därför av ett annat företag och blev färdiga i januari 1907. Mot slutet av samma år var hela bygget avslutat.

### Planer
Husets våningar 1–3 trappor fick identiska planlösningar med en bostad om fyra rum och kök per plan. Gårdsflygeln kunde avskiljas och hyras ut som egen lägenhet. Högst upp fanns ateljévåningen med ateljén över hela husets bredd och ett litet sovrum längre in. Bottenvåningen hyrdes ut som butik. Nilsson bodde inte själv i huset men var ägare och hade sitt arkitektkontor under några år i ateljévåningen.

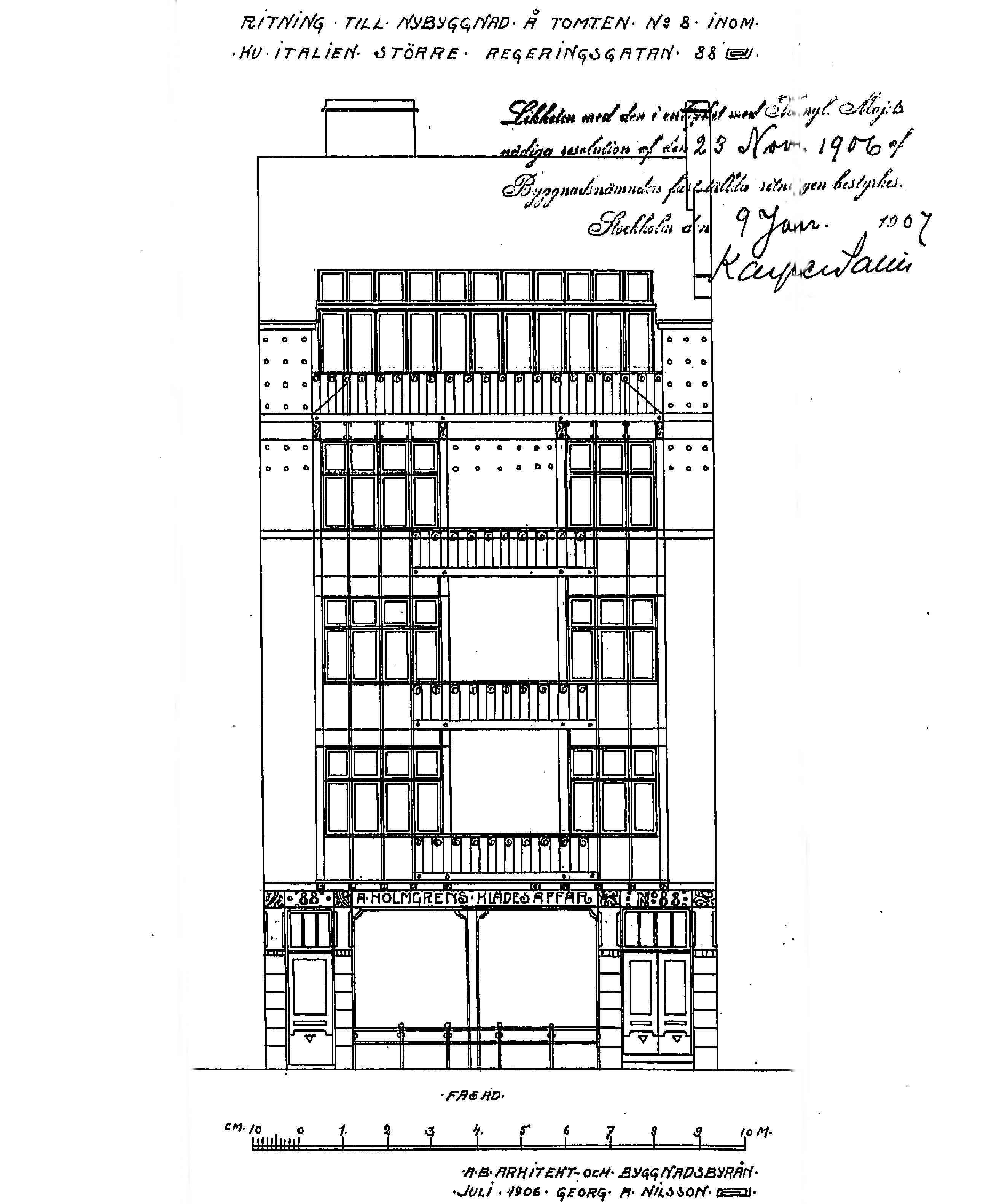
Fasad.
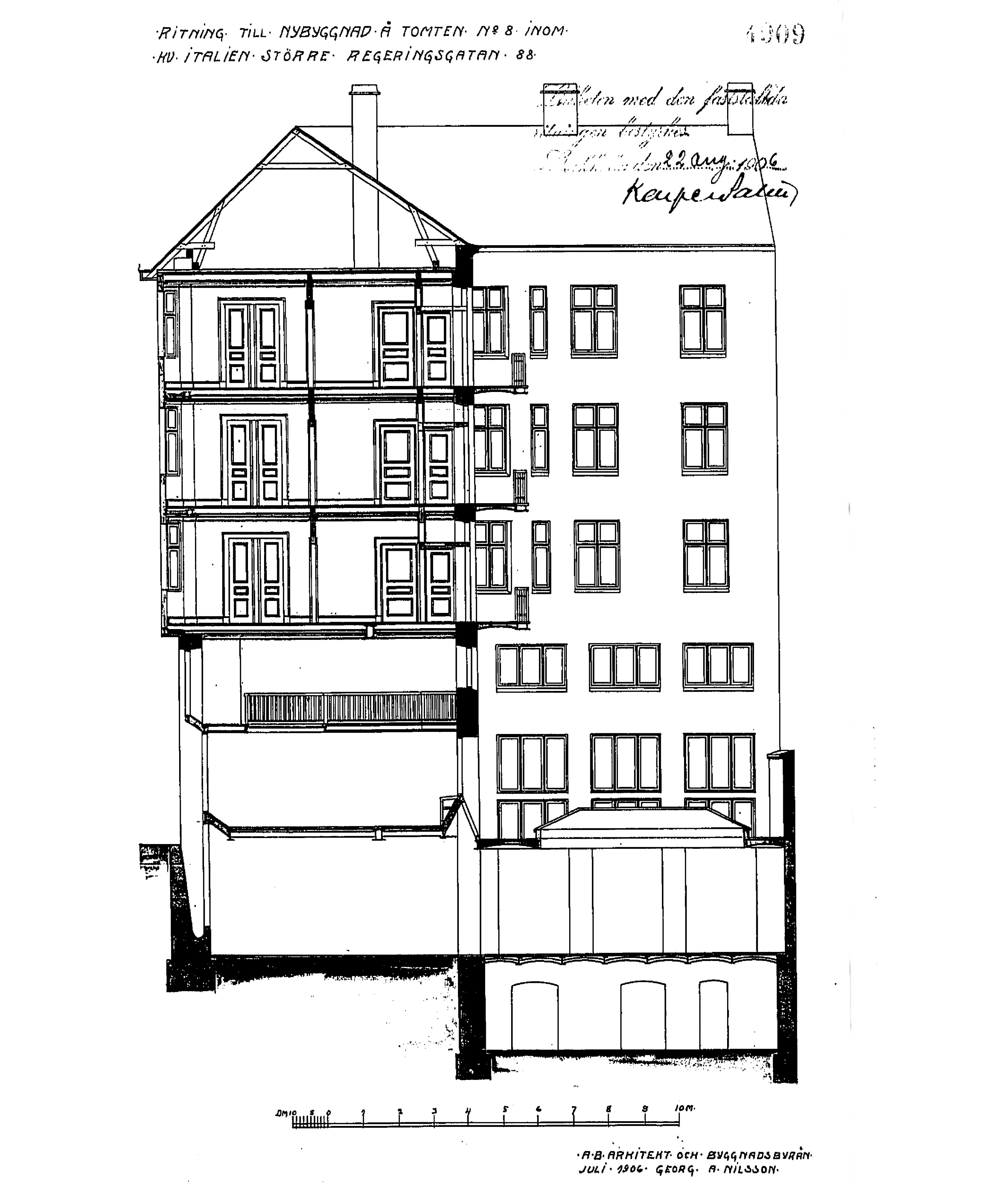
Sektion.
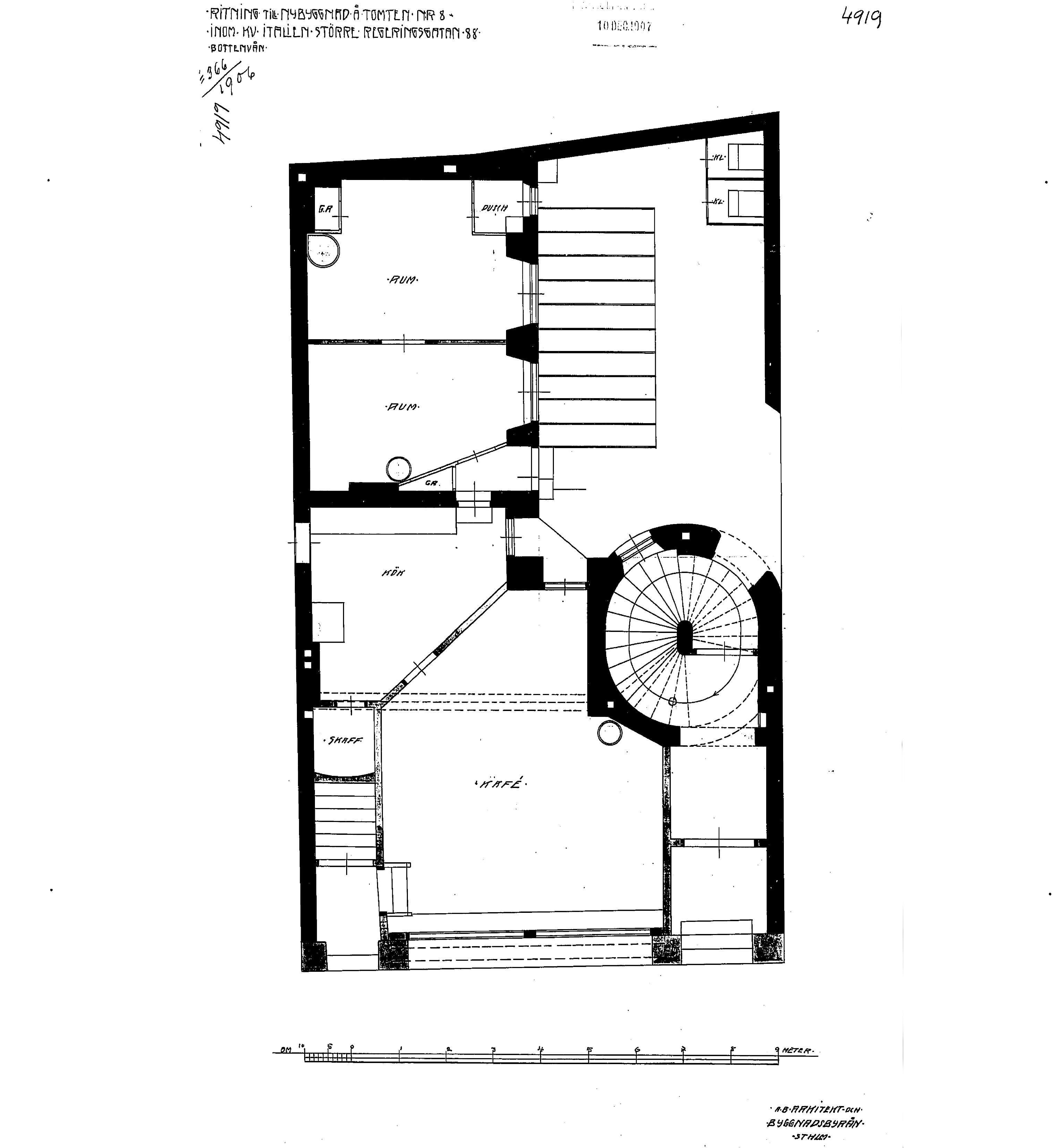
Bottenvåningen.
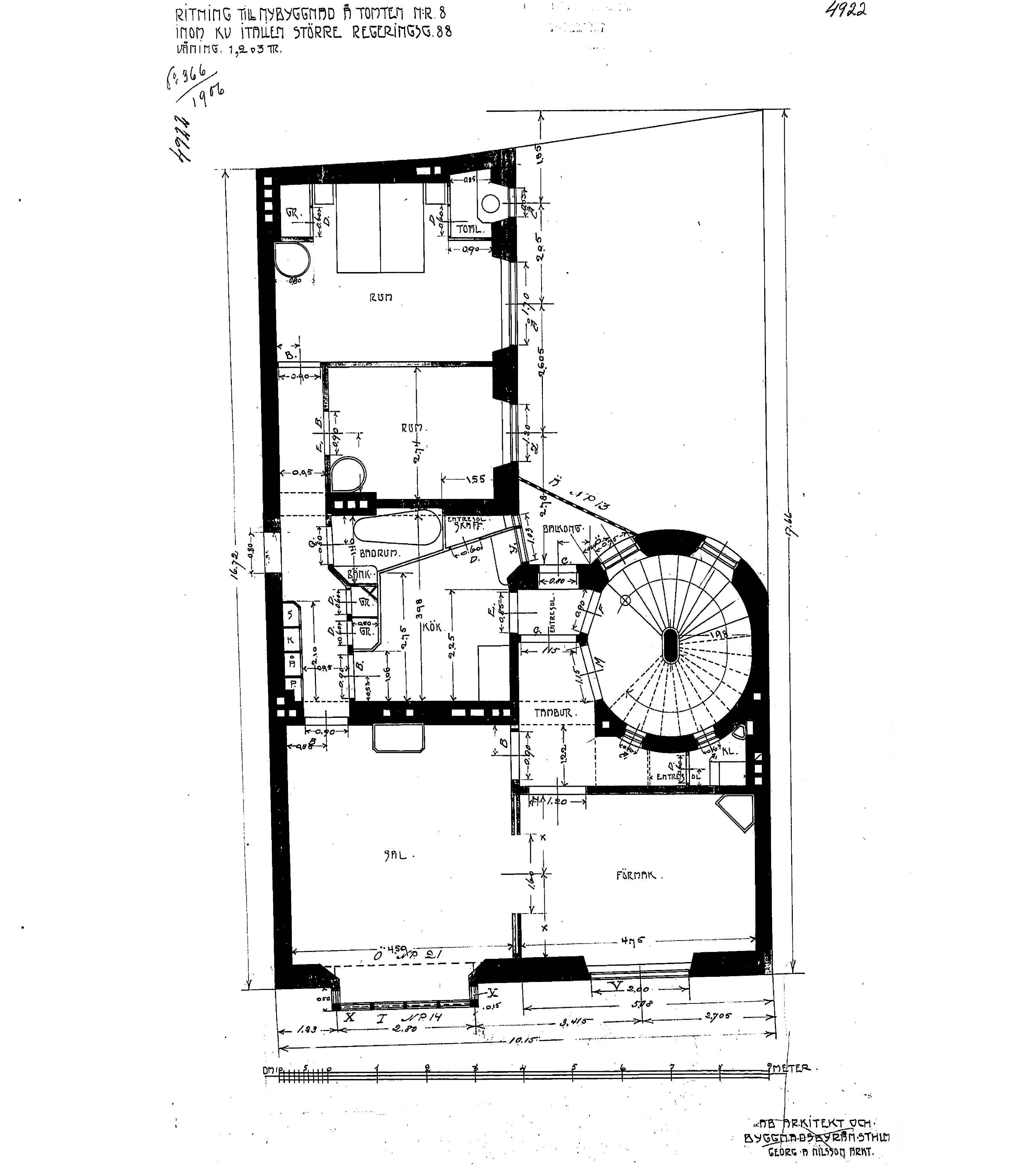
Våning 1-3 trappor.
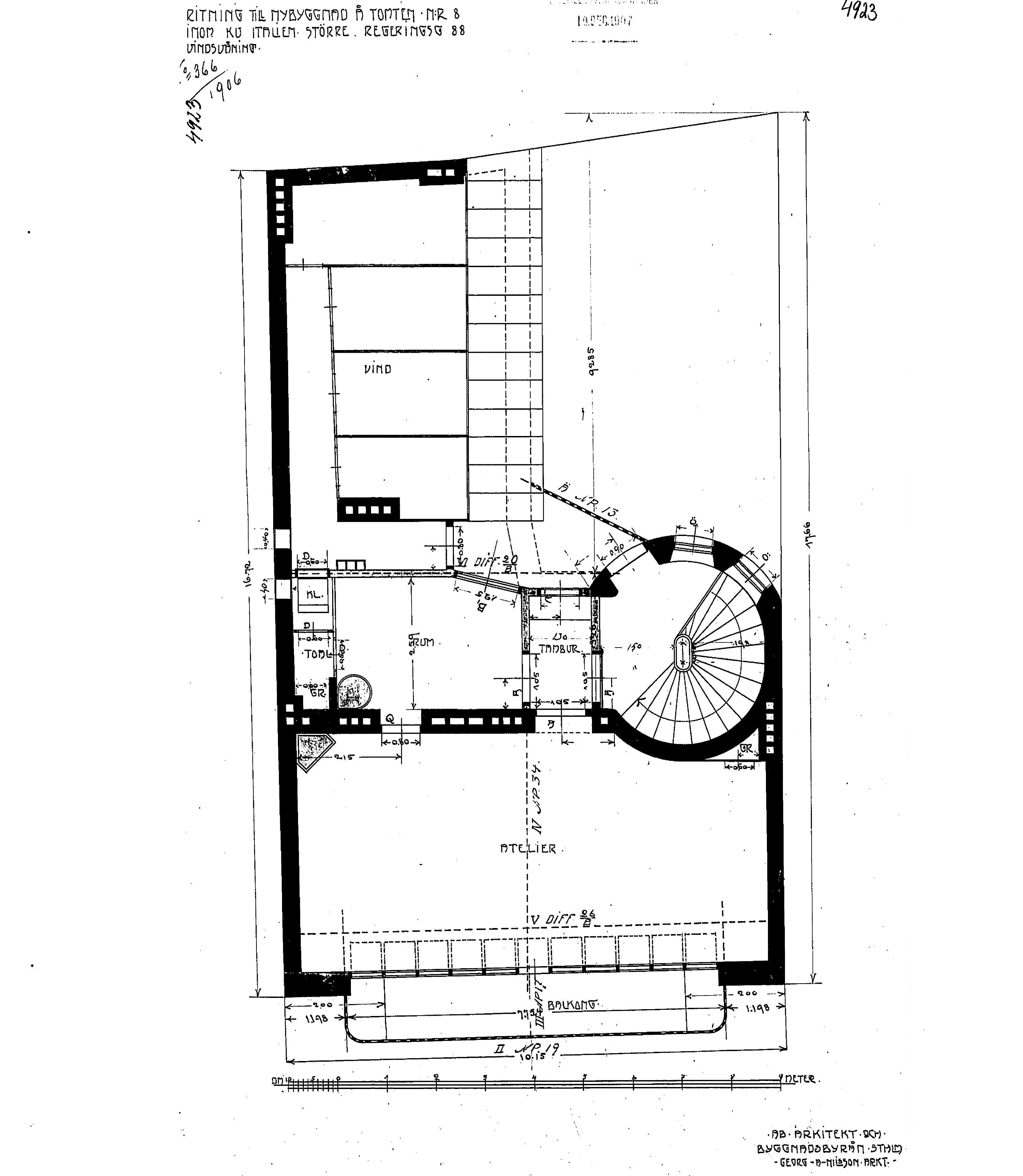
Ateljévåningen.

### Fasaden
Den släta putsfasaden i järn och glas och utsmyckningar med kakelplattor  (numera borttagna) präglades av influenser från Otto Wagner och wienerjugend. Bottenvåningens entré och skyltfönster drogs in från fasadlivet och bildade ursprungligen en kort arkad. Här märks fyra granitklädda pelare som dekorerades med figurativa motiv vilka liknar enkla streckgubbar men enligt arkitekturhistorikern Martin Rörby föreställer atlanter med uppsträckta armar, dock stark stiliserade.
Det asymmetriskt placerade burspråket, de stora fönstren och balkongräckets modernistiska gestaltning har betraktats som direkt funktionalistiska i sin formgivning och visionär för sin tid. Idag är huset kontoriserat, planlösningarna är omgjorda och fasaden har förenklats samt avfärgats i roströd kulör och därmed förlorat mycket av sitt ursprungliga uttryck.

### Nutida bilder

Fasaddetaljer
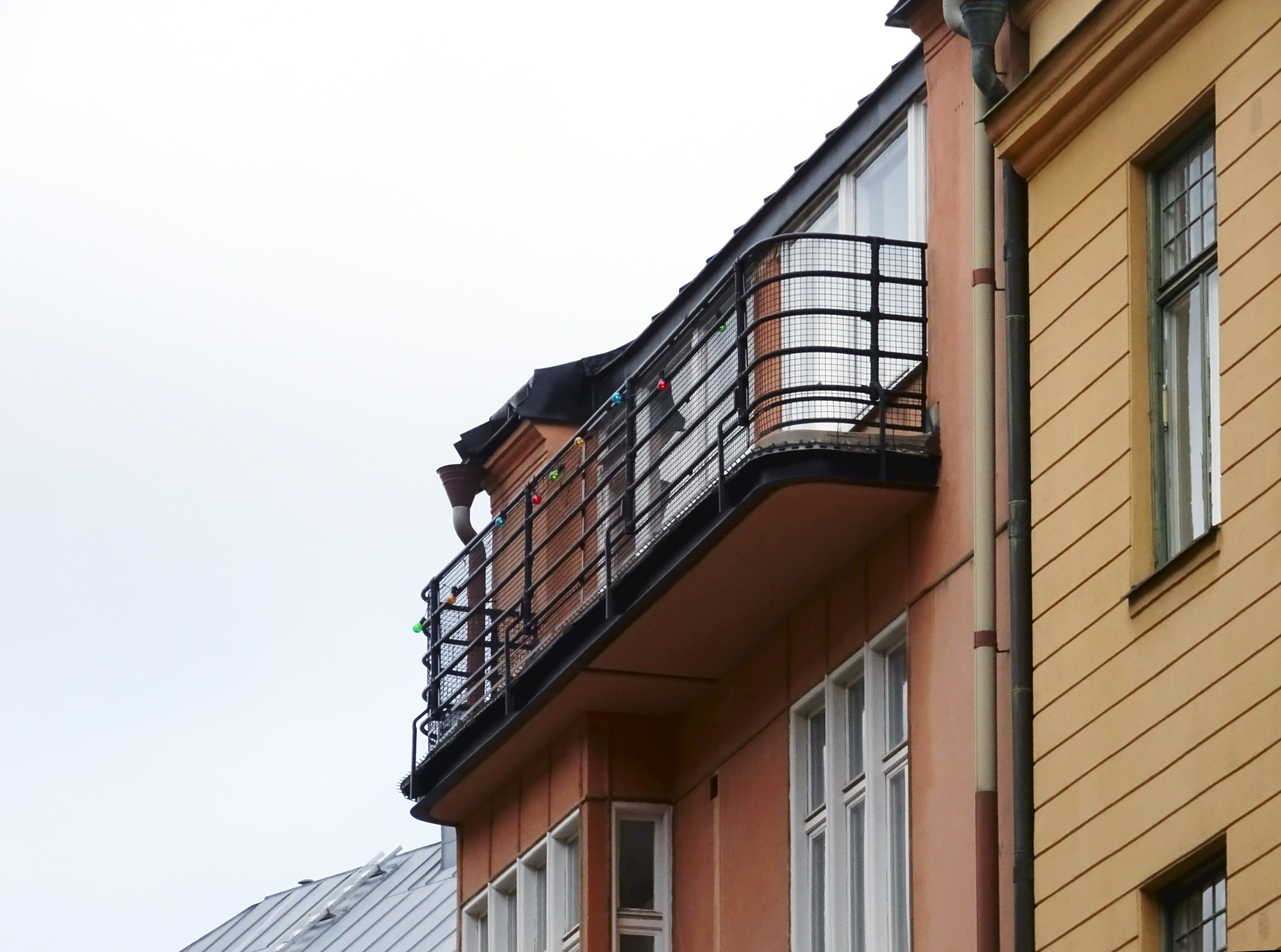
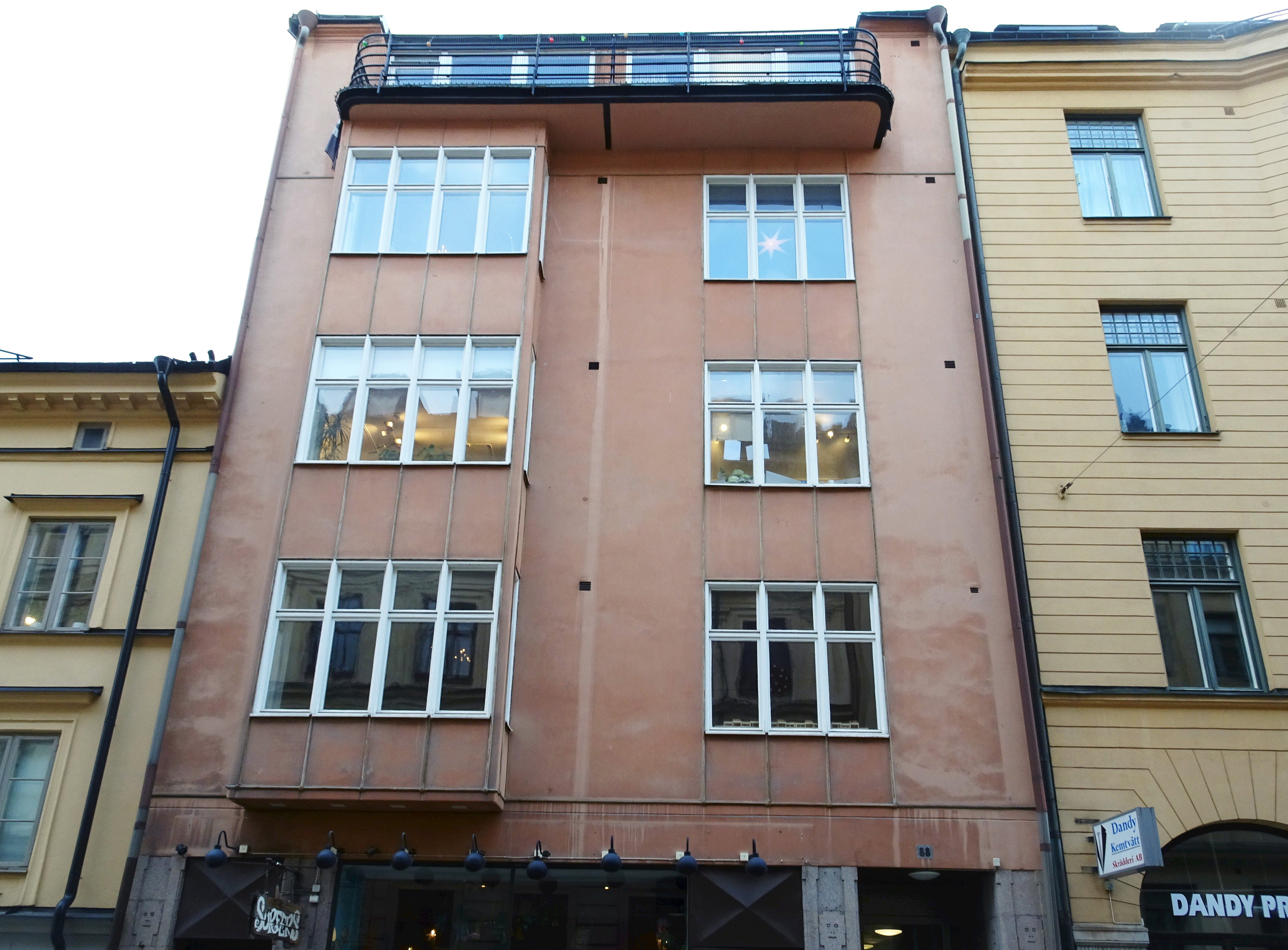
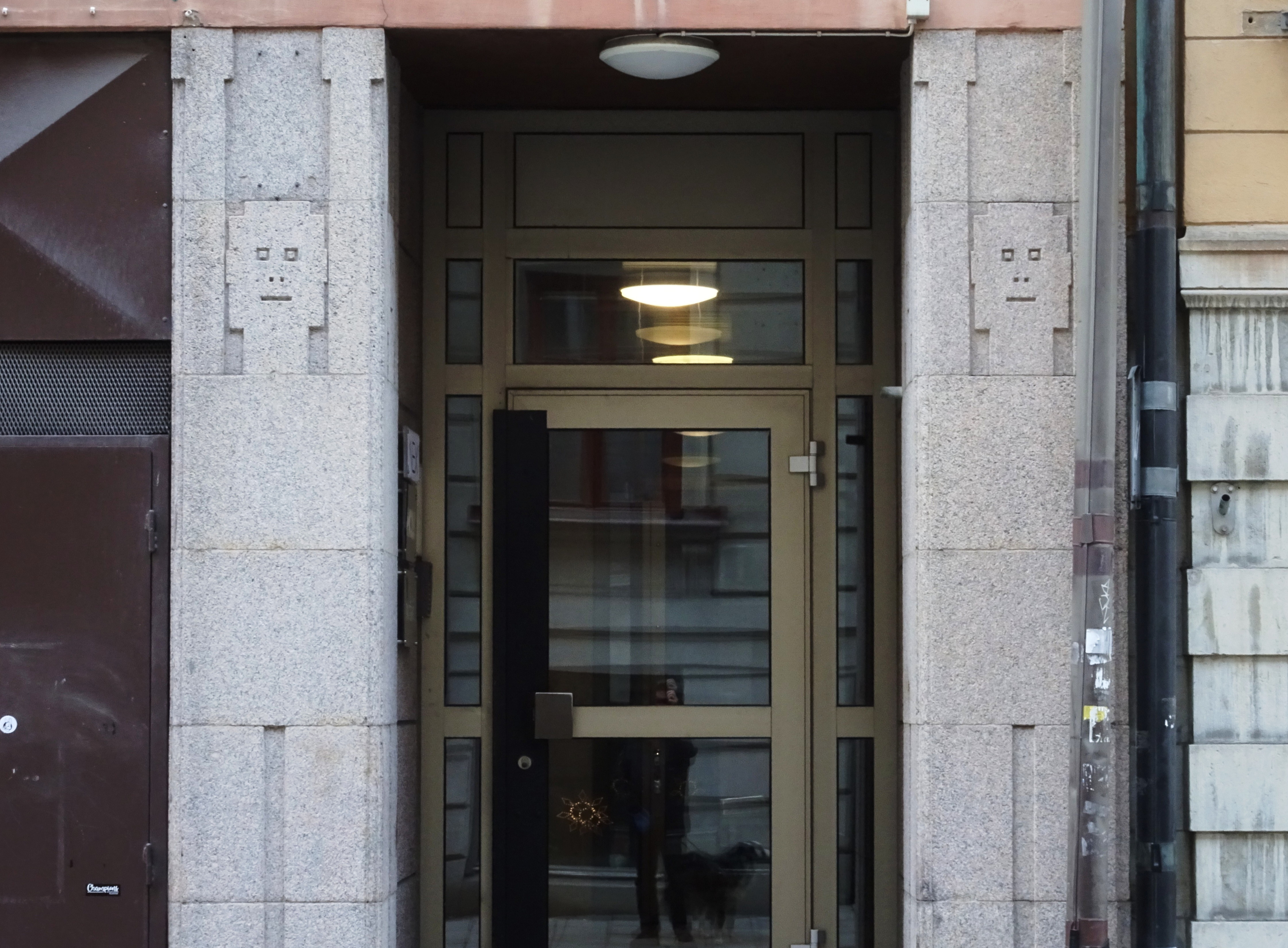
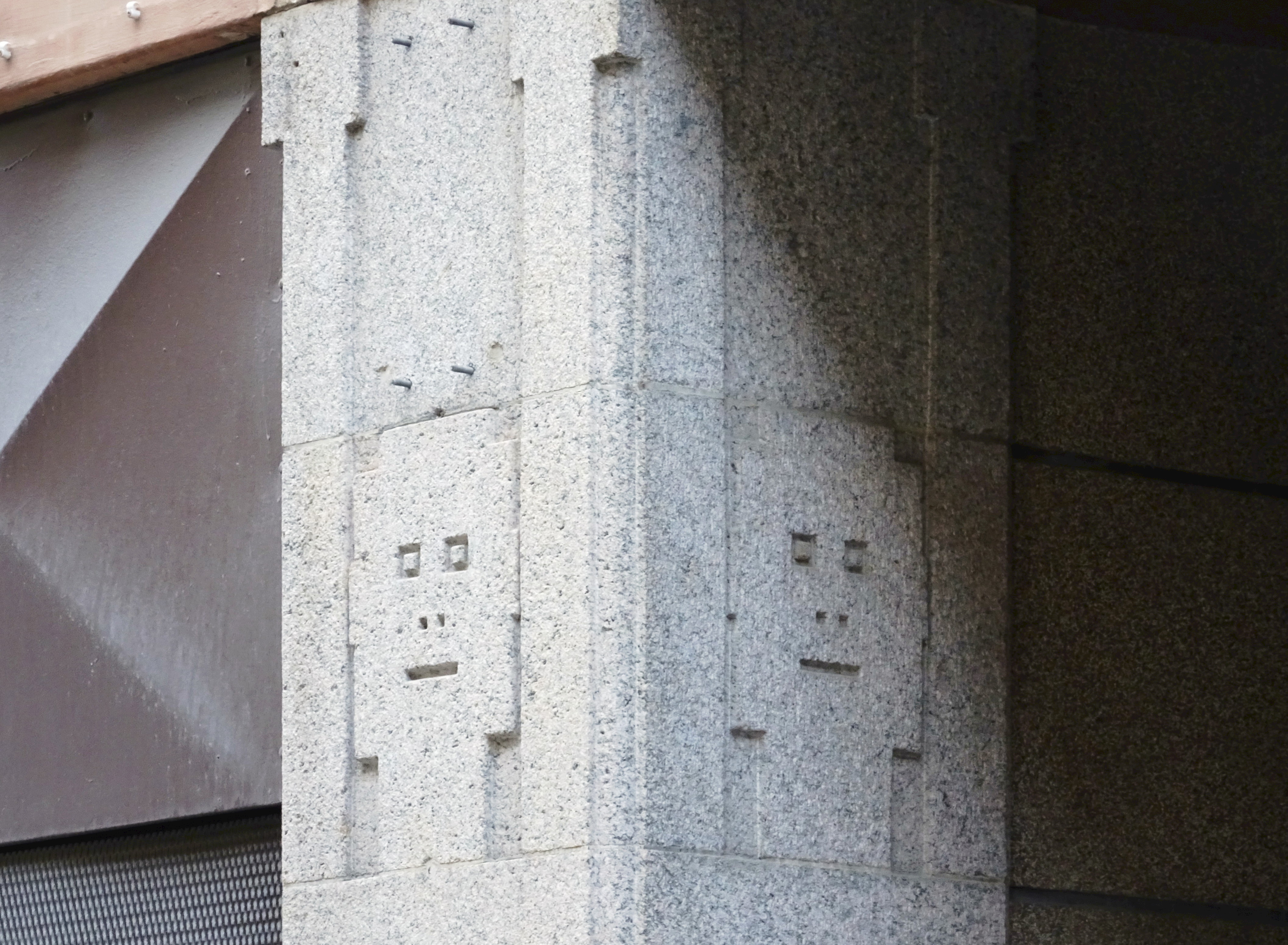
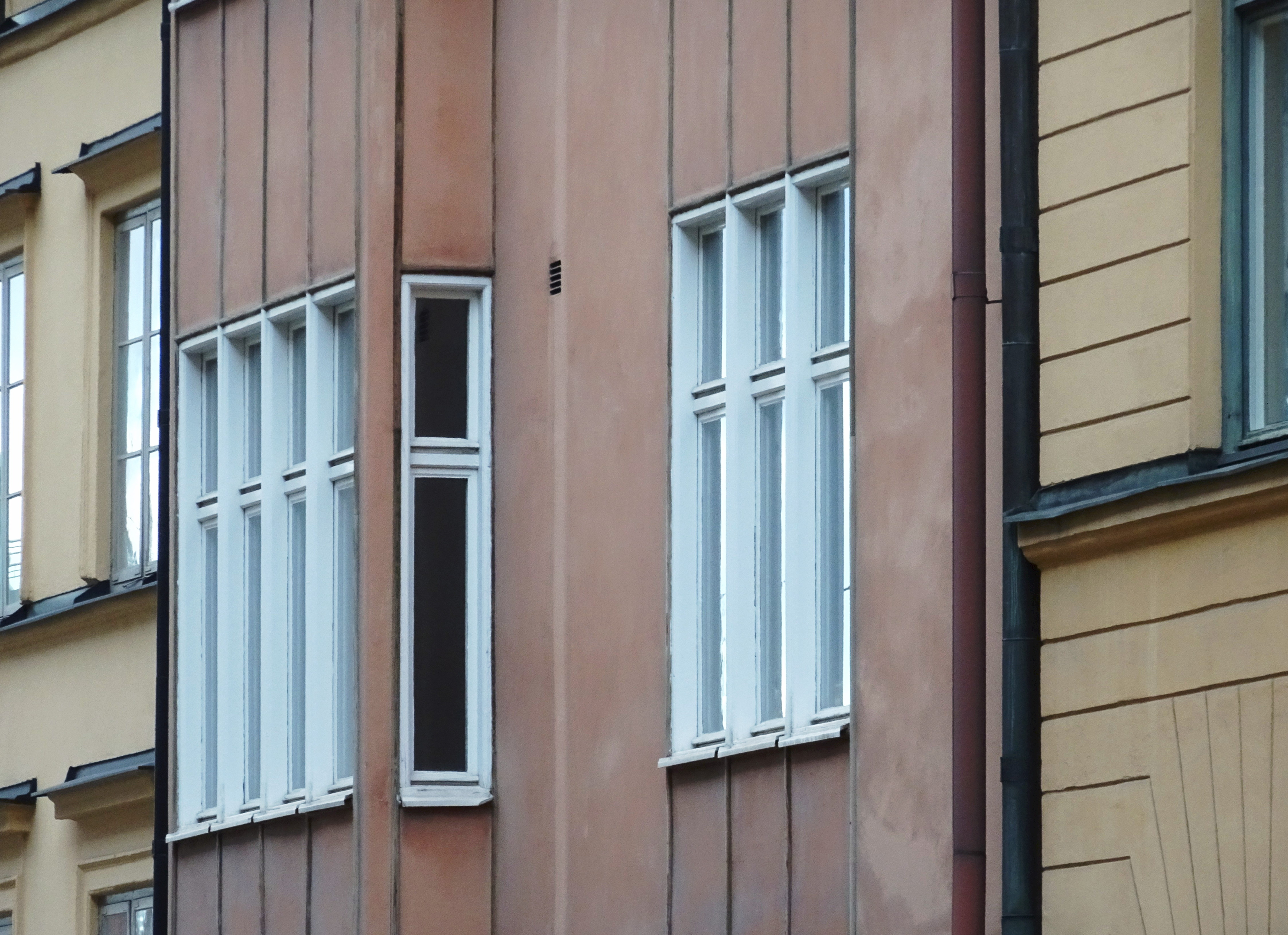